# Distrito electoral de San Martín
San Martín es uno de los 27 distritos electorales representados en el Congreso de la República del Perú. La circunscripción elige actualmente a 4 congresistas. Sus límites corresponden a los del departamento de San Martín. El sistema electoral utiliza el método D'Hondt y una representación proporcional con doble voto preferencial opcional.

## Representantes
| 1 | 2 |

| 2 | 1 |

| 1 | 2 |

| 1 | 1 | 1 |

| 1 | 1 | 1 |

| 2 | 2 |

| 1 | 3 |

| 2 | 1 | 1 |

| 1 | 1 | 1 | 1 |

## Elecciones

### Elecciones parlamentarias de 2021
| Partidos y coaliciones                                                                               | Partidos y coaliciones                    | Voto popular | Voto popular | Voto popular | Escaños | Escaños |
| Partidos y coaliciones                                                                               | Partidos y coaliciones                    | Votos        | %            | ±pp          | Total   | +/−     |
| --- | ----------------------------------------- | ------------ | ------------ | ------------ | ------- | ------- |
| | Alianza para el Progreso (APP)            | 48,418       | 17.77        | +6.36        | 1       | ±0      |
| | Perú Libre (PL)                           | 45,088       | 16.55        | +15.14       | 1       | +1      |
| | Fuerza Popular (FP)                       | 30,695       | 11.27        | +2.32        | 1       | ±0      |
| | Acción Popular (AP)                       | 29,675       | 10.89        | –14.49       | 1       | –1      |
| | Avanza País (AvP)                         | 16,672       | 6.15         | +1.28        | 0       | ±0      |
| | Partido Nacionalista Peruano (PNP)        | 15,795       | 5.80         | n/a          | 0       | ±0      |
| | Somos Perú (SP)                           | 15,556       | 5.71         | +3.07        | 0       | ±0      |
| | Renovación Popular (RP)1                  | 15,330       | 5.63         | +3.10        | 0       | ±0      |
| | Frente Popular Agrícola del Perú (Frepap) | 12,404       | 4.55         | +1.37        | 0       | ±0      |
| | Juntos por el Perú (JP)                   | 10,842       | 3.98         | –1.00        | 0       | ±0      |
| | Victoria Nacional (VN)                    | 9,283        | 3.41         | Nuevo        | 0       | ±0      |
| | Podemos Perú (PP)                         | 7,097        | 2.61         | –0.09        | 0       | ±0      |
| | Unión por el Perú (UPP)                   | 5,755        | 2.11         | –4.76        | 0       | ±0      |
| | Partido Morado (PM)                       | 4,938        | 1.81         | –2.41        | 0       | ±0      |
| | Partido Popular Cristiano (PPC)           | 2,177        | 0.80         | –1.68        | 0       | ±0      |
| | Renacimiento Unido Nacional (RUNA)        | 1,639        | 0.60         | n/a          | 0       | ±0      |
| | Democracia Directa (DD)                   | 1,010        | 0.37         | –2.20        | 0       | ±0      |
| |                                           |              |              |              |         |         |
| Total                                                                                                | Total                                     | 272,464      |              |              | 4       | ±0      |
| |                                           |              |              |              |         |         |
| Votos válidos                                                                                        | Votos válidos                             | 272,464      | 61.88        | –7.91        |         |         |
| Votos en blanco                                                                                      | Votos en blanco                           | 78,873       | 17.91        | +13.87       |         |         |
| Votos nulos                                                                                          | Votos nulos                               | 89,010       | 20.21        | –5.96        |         |         |
| Votos emitidos                                                                                       | Votos emitidos                            | 440,347      | 69.20        | –0.79        |         |         |
| Abstenciones                                                                                         | Abstenciones                              | 195,983      | 30.80        | +0.79        |         |         |
| Votantes registrados                                                                                 | Votantes registrados                      | 636,330      |              |              |         |         |
| |                                           |              |              |              |         |         |
| Fuente:                                                                                              |                                           |              |              |              |         |         |
| Notas al pie: 1 Comparado con los resultados de Solidaridad Nacional (SN) en las elecciones de 2020. |                                           |              |              |              |         |         |
| Notas al pie:                                                                                        |                                           |              |              |              |         |         |
| 1 Comparado con los resultados de Solidaridad Nacional (SN) en las elecciones de 2020.               |                                           |              |              |              |         |         |

### Elecciones parlamentarias de 2020
| Partidos y coaliciones | Partidos y coaliciones                    | Voto popular | Voto popular | Voto popular | Escaños | Escaños |
| Partidos y coaliciones | Partidos y coaliciones                    | Votos        | %            | ±pp          | Total   | +/−     |
| --- | ----------------------------------------- | ------------ | ------------ | ------------ | ------- | ------- |
| | Acción Popular (AP)                       | 77,054       | 25.38        | +16.15       | 2       | +2      |
| | Alianza para el Progreso1 (APP)           | 34,632       | 11.41        | n/a          | 1       | ±0      |
| | Fuerza Popular (FP)                       | 27,171       | 8.95         | –41.10       | 1       | –2      |
| | Unión por el Perú2 (UPP)                  | 20,867       | 6.87         | n/a          | 0       | ±0      |
| | Juntos por el Perú (JP)                   | 15,106       | 4.98         | Nuevo        | 0       | ±0      |
| | Avanza País (AvP)                         | 14,769       | 4.87         | Nuevo        | 0       | ±0      |
| | Partido Morado (PM)                       | 12,809       | 4.22         | Nuevo        | 0       | ±0      |
| | Vamos Perú3 (VP)                          | 12,059       | 3.97         | n/a          | 0       | ±0      |
| | Perú Patria Segura (PPS)                  | 11,419       | 3.76         | Nuevo        | 0       | ±0      |
| | Frente Popular Agrícola del Perú (Frepap) | 9,648        | 3.18         | Nuevo        | 0       | ±0      |
| | Partido Aprista Peruano3 (APRA)           | 9,214        | 3.04         | n/a          | 0       | ±0      |
| | Podemos Perú (PP)                         | 8,199        | 2.70         | Nuevo        | 0       | ±0      |
| | Somos Perú1 (SP)                          | 8,022        | 2.64         | n/a          | 0       | ±0      |
| | Democracia Directa (DD)                   | 7,795        | 2.57         | –1.05        | 0       | ±0      |
| | Solidaridad Nacional2 (SN)                | 7,666        | 2.53         | n/a          | 0       | ±0      |
| | Partido Popular Cristiano3 (PPC)          | 7,523        | 2.48         | n/a          | 0       | ±0      |
| | Frente Amplio (FA)                        | 7,028        | 2.32         | n/a          | 0       | ±0      |
| | Contigo4 (C)                              | 6,483        | 2.14         | –4.57        | 0       | ±0      |
| | Perú Libre (PL)                           | 4,283        | 1.41         | Nuevo        | 0       | ±0      |
| | Perú Nación (PN)                          | 1,839        | 0.61         | Nuevo        | 0       | ±0      |
| |                                           |              |              |              |         |         |
| Total | Total                                     | 303,586      |              |              | 4       | ±0      |
| |                                           |              |              |              |         |         |
| Votos válidos | Votos válidos                             | 303,586      | 69.79        | +17.73       |         |         |
| Votos en blanco | Votos en blanco                           | 17,588       | 4.04         | –25.13       |         |         |
| Votos nulos | Votos nulos                               | 113,823      | 26.17        | +7.40        |         |         |
| Votos emitidos | Votos emitidos                            | 434,997      | 69.99        | –8.84        |         |         |
| Abstenciones | Abstenciones                              | 186,554      | 30.01        | +8.84        |         |         |
| Votantes registrados | Votantes registrados                      | 621,551      |              |              |         |         |
| |                                           |              |              |              |         |         |
| Fuente: |                                           |              |              |              |         |         |
| Notas al pie: 1 Dentro de la coalición Alianza para el Progreso del Perú en las elecciones de 2016. 2 Dentro de la coalición Alianza Solidaridad Nacional en las elecciones de 2016 (retiraron su candidatura). 3 Dentro de la coalición Alianza Popular en las elecciones de 2016. 4 Comparado con los resultados de su partido antecesor Peruanos por el Kambio en las elecciones de 2016. |                                           |              |              |              |         |         |
| Notas al pie: |                                           |              |              |              |         |         |
| 1 Dentro de la coalición Alianza para el Progreso del Perú en las elecciones de 2016. 2 Dentro de la coalición Alianza Solidaridad Nacional en las elecciones de 2016 (retiraron su candidatura). 3 Dentro de la coalición Alianza Popular en las elecciones de 2016. 4 Comparado con los resultados de su partido antecesor Peruanos por el Kambio en las elecciones de 2016.               |                                           |              |              |              |         |         |

### Elecciones parlamentarias de 2016
| Partidos y coaliciones | Partidos y coaliciones                         | Voto popular | Voto popular | Voto popular | Escaños | Escaños |
| Partidos y coaliciones | Partidos y coaliciones                         | Votos        | %            | ±pp          | Total   | +/−     |
| --- | ---------------------------------------------- | ------------ | ------------ | ------------ | ------- | ------- |
| | Fuerza Popular1 (FP)                           | 116,319      | 50.05        | +21.67       | 3       | +1      |
| | Alianza para el Progreso del Perú2 (APP–RN–SP) | 47,462       | 20.42        | n/a          | 1       | +1      |
| | Acción Popular3 (AP)                           | 21,466       | 9.24         | n/a          | 0       | ±0      |
| | Alianza Popular4 (APRA–PPC–VP)                 | 17,977       | 7.73         | n/a          | 0       | ±0      |
| | Peruanos por el Kambio (PPK)                   | 15,608       | 6.72         | Nuevo        | 0       | ±0      |
| | Democracia Directa5 (DD)                       | 8,405        | 3.62         | +2.42        | 0       | ±0      |
| | Frente Esperanza (FE)                          | 3,095        | 1.33         | Nuevo        | 0       | ±0      |
| | Perú Posible3 (PP)                             | 2,099        | 0.90         | n/a          | 0       | ±0      |
| |                                                |              |              |              |         |         |
| Total | Total                                          | 232,431      |              |              | 4       | ±0      |
| |                                                |              |              |              |         |         |
| Votos válidos | Votos válidos                                  | 232,431      | 52.03        | –18.05       |         |         |
| Votos en blanco | Votos en blanco                                | 130,228      | 29.15        | +13.00       |         |         |
| Votos nulos | Votos nulos                                    | 84,037       | 18.82        | +5.05        |         |         |
| Votos emitidos | Votos emitidos                                 | 446,696      | 78.83        | –3.21        |         |         |
| Abstenciones | Abstenciones                                   | 119,970      | 21.17        | +3.21        |         |         |
| Votantes registrados | Votantes registrados                           | 566,666      |              |              |         |         |
| |                                                |              |              |              |         |         |
| Fuente: |                                                |              |              |              |         |         |
| Notas al pie: 1 Comparado con los resultados de su partido antecesor Fuerza 2011 en las elecciones de 2011. 2 Comparado con los resultados de Alianza para el Progreso , Restauración Nacional (ambos dentro de la coalición Alianza por el Gran Cambio ) y Somos Perú (dentro de la coalición Alianza Electoral Perú Posible ) en las elecciones de 2011. 3 Dentro de la coalición Alianza Electoral Perú Posible en las elecciones de 2011. 4 Comparado con los resultados del Partido Aprista Peruano y el Partido Popular Cristiano en las elecciones de 2011. 5 Comparado con los resultados de su partido antecesor Fonavistas del Perú en las elecciones de 2011. |                                                |              |              |              |         |         |
| Notas al pie: |                                                |              |              |              |         |         |
| 1 Comparado con los resultados de su partido antecesor Fuerza 2011 en las elecciones de 2011. 2 Comparado con los resultados de Alianza para el Progreso, Restauración Nacional (ambos dentro de la coalición Alianza por el Gran Cambio) y Somos Perú (dentro de la coalición Alianza Electoral Perú Posible) en las elecciones de 2011. 3 Dentro de la coalición Alianza Electoral Perú Posible en las elecciones de 2011. 4 Comparado con los resultados del Partido Aprista Peruano y el Partido Popular Cristiano en las elecciones de 2011. 5 Comparado con los resultados de su partido antecesor Fonavistas del Perú en las elecciones de 2011.                  |                                                |              |              |              |         |         |

### Elecciones parlamentarias de 2011
| Partidos y coaliciones | Partidos y coaliciones                       | Voto popular | Voto popular | Voto popular | Escaños | Escaños |
| Partidos y coaliciones | Partidos y coaliciones                       | Votos        | %            | ±pp          | Total   | +/−     |
| --- | -------------------------------------------- | ------------ | ------------ | ------------ | ------- | ------- |
| | Gana Perú1 (PNP–PS–PCP–PSR)                  | 79,073       | 29.41        | +28.60       | 2       | +2      |
| | Fuerza 20112 (F2011)                         | 76,309       | 28.38        | +11.72       | 2       | +1      |
| | Perú Posible3 (PP–AP–SP)                     | 37,152       | 13.82        | +5.38        | 0       | ±0      |
| | Partido Aprista Peruano (APRA)               | 33,755       | 12.55        | –8.53        | 0       | –1      |
| | Solidaridad Nacional4 (SN–UPP–C90–SU–TPP)    | 20,705       | 7.70         | n/a          | 0       | –1      |
| | Alianza por el Gran Cambio5 (APP–PPC–PHP–RN) | 12,520       | 4.66         | n/a          | 0       | ±0      |
| | Fonavistas del Perú (FP)                     | 3,214        | 1.20         | Nuevo        | 0       | ±0      |
| | Despertar Nacional (DN)                      | 2,760        | 1.03         | Nuevo        | 0       | ±0      |
| | Cambio Radical (CR)                          | 1,889        | 0.70         | Nuevo        | 0       | ±0      |
| | Adelante (Adelante)                          | 1,512        | 0.56         | Nuevo        | 0       | ±0      |
| |                                              |              |              |              |         |         |
| Total | Total                                        | 268,889      |              |              | 4       | +1      |
| |                                              |              |              |              |         |         |
| Votos válidos | Votos válidos                                | 268,889      | 70.08        | +3.44        |         |         |
| Votos en blanco | Votos en blanco                              | 61,953       | 16.15        | –1.42        |         |         |
| Votos nulos | Votos nulos                                  | 52,834       | 13.77        | –2.02        |         |         |
| Votos emitidos | Votos emitidos                               | 383,676      | 82.04        | –5.45        |         |         |
| Abstenciones | Abstenciones                                 | 84,013       | 17.96        | +5.45        |         |         |
| Votantes registrados | Votantes registrados                         | 467,689      |              |              |         |         |
| |                                              |              |              |              |         |         |
| Fuente: |                                              |              |              |              |         |         |
| Notas al pie: 1 Comparado con los resultados del Partido Socialista en las elecciones de 2006. 2 Comparado con los resultados de la coalición Alianza por el Futuro en las elecciones de 2006. 3 Comparado con los resultados del partido Perú Posible y la alianza Frente de Centro en las elecciones de 2006. 4 Comparado con los resultados del partido Unión por el Perú y Solidaridad Nacional (dentro de Unidad Nacional ) en las elecciones de 2006. 5 Comparado con los resultados del Partido Popular Cristiano (dentro de Unidad Nacional ) en las elecciones de 2006. |                                              |              |              |              |         |         |
| Notas al pie: |                                              |              |              |              |         |         |
| 1 Comparado con los resultados del Partido Socialista en las elecciones de 2006. 2 Comparado con los resultados de la coalición Alianza por el Futuro en las elecciones de 2006. 3 Comparado con los resultados del partido Perú Posible y la alianza Frente de Centro en las elecciones de 2006. 4 Comparado con los resultados del partido Unión por el Perú y Solidaridad Nacional (dentro de Unidad Nacional) en las elecciones de 2006. 5 Comparado con los resultados del Partido Popular Cristiano (dentro de Unidad Nacional) en las elecciones de 2006.                 |                                              |              |              |              |         |         |

### Elecciones parlamentarias de 2006
| Partidos y coaliciones | Partidos y coaliciones                            | Voto popular | Voto popular | Voto popular | Escaños | Escaños |
| Partidos y coaliciones | Partidos y coaliciones                            | Votos        | %            | ±pp          | Total   | +/−     |
| --- | ------------------------------------------------- | ------------ | ------------ | ------------ | ------- | ------- |
| | Unión por el Perú (UPP)                           | 60,093       | 28.86        | +27.38       | 1       | +1      |
| | Partido Aprista Peruano (APRA)                    | 43,892       | 21.08        | –5.74        | 1       | ±0      |
| | Alianza por el Futuro1 (C90–NM–SC)                | 34,687       | 16.66        | +5.16        | 1       | +1      |
| | Unidad Nacional (PPC–SN–RN)                       | 26,798       | 12.87        | –3.24        | 0       | –1      |
| | Frente de Centro2 (AP–SP–CNI)                     | 15,601       | 7.49         | –6.75        | 0       | ±0      |
| | Restauración Nacional (RN)                        | 12,442       | 5.98         | Nuevo        | 0       | ±0      |
| | Alianza para el Progreso (APP)                    | 3,521        | 1.69         | Nuevo        | 0       | ±0      |
| | Movimiento Nueva Izquierda (MNI)                  | 2,388        | 1.15         | Nuevo        | 0       | ±0      |
| | Avanza País - Partido de Integración Social (AvP) | 2,000        | 0.96         | Nuevo        | 0       | ±0      |
| | Perú Posible (PP)                                 | 1,969        | 0.95         | –18.04       | 0       | –1      |
| | Partido Socialista (PS)                           | 1,685        | 0.81         | Nuevo        | 0       | ±0      |
| | Justicia Nacional (JN)                            | 701          | 0.34         | Nuevo        | 0       | ±0      |
| | Concertación Descentralista (PDS–MHP)             | 563          | 0.27         | Nuevo        | 0       | ±0      |
| | Fuerza Democrática (FD)                           | 531          | 0.26         | Nuevo        | 0       | ±0      |
| | Renacimiento Andino (RA)                          | 527          | 0.25         | –1.62        | 0       | ±0      |
| | Resurgimiento Peruano                             | 413          | 0.20         | Nuevo        | 0       | ±0      |
| | Frente Independiente Moralizador (FIM)            | 403          | 0.19         | –6.77        | 0       | ±0      |
| |                                                   |              |              |              |         |         |
| Total | Total                                             | 208,214      |              |              | 3       | ±0      |
| |                                                   |              |              |              |         |         |
| Votos válidos | Votos válidos                                     | 208,214      | 66.64        | –7.40        |         |         |
| Votos en blanco | Votos en blanco                                   | 54,912       | 17.57        | +7.19        |         |         |
| Votos nulos | Votos nulos                                       | 49,332       | 15.79        | +0.21        |         |         |
| Votos emitidos | Votos emitidos                                    | 312,458      | 87.49        | +10.50       |         |         |
| Abstenciones | Abstenciones                                      | 44,666       | 12.51        | –10.50       |         |         |
| Votantes registrados | Votantes registrados                              | 357,124      |              |              |         |         |
| |                                                   |              |              |              |         |         |
| Fuente: |                                                   |              |              |              |         |         |
| Notas al pie: 1 Comparado con los resultados de los partidos Cambio 90 – Nueva Mayoría y Solución Popular ( Sí Cumple ) en las elecciones de 2001. 2 Comparado con los resultados de los partidos Acción Popular y Somos Perú en las elecciones de 2001. |                                                   |              |              |              |         |         |
| Notas al pie: |                                                   |              |              |              |         |         |
| 1 Comparado con los resultados de los partidos Cambio 90–Nueva Mayoría y Solución Popular (Sí Cumple) en las elecciones de 2001. 2 Comparado con los resultados de los partidos Acción Popular y Somos Perú en las elecciones de 2001.                   |                                                   |              |              |              |         |         |

### Elecciones parlamentarias de 2001
| Partidos y coaliciones | Partidos y coaliciones                 | Voto popular | Voto popular | Voto popular | Escaños | Escaños |
| Partidos y coaliciones | Partidos y coaliciones                 | Votos        | %            | ±pp          | Total   | +/−     |
| ---------------------- | -------------------------------------- | ------------ | ------------ | ------------ | ------- | ------- |
|                        | Partido Aprista Peruano (APRA)         | 47,187       | 26.82        | n/a          | 1       | n/a     |
|                        | Perú Posible (PP)                      | 33,420       | 18.99        | n/a          | 1       | n/a     |
|                        | Unidad Nacional (PPC–SN–RN–CR)         | 28,340       | 16.11        | n/a          | 1       | n/a     |
|                        | Solución Popular (SoP)                 | 19,231       | 10.93        | n/a          | 0       | n/a     |
|                        | Somos Perú (SP)                        | 17,181       | 9.76         | n/a          | 0       | n/a     |
|                        | Frente Independiente Moralizador (FIM) | 12,244       | 6.96         | n/a          | 0       | n/a     |
|                        | Acción Popular (AP)                    | 7,889        | 4.48         | n/a          | 0       | n/a     |
|                        | Renacimiento Andino (RA)               | 3,283        | 1.87         | n/a          | 0       | n/a     |
|                        | Proyecto País (PrP)                    | 2,787        | 1.58         | n/a          | 0       | n/a     |
|                        | Unión por el Perú (UPP)                | 2,595        | 1.48         | n/a          | 0       | n/a     |
|                        | Cambio 90–Nueva Mayoría (C90–NM)       | 1,008        | 0.57         | n/a          | 0       | n/a     |
|                        | Todos por la Victoria (TpV)            | 800          | 0.46         | n/a          | 0       | n/a     |
|                        |                                        |              |              |              |         |         |
| Total                  | Total                                  | 175,965      |              |              | 3       | n/a     |
|                        |                                        |              |              |              |         |         |
| Votos válidos          | Votos válidos                          | 175,965      | 74.04        | n/a          |         |         |
| Votos en blanco        | Votos en blanco                        | 24,659       | 10.38        | n/a          |         |         |
| Votos nulos            | Votos nulos                            | 37,053       | 15.58        | n/a          |         |         |
| Votos emitidos         | Votos emitidos                         | 237,677      | 76.99        | n/a          |         |         |
| Abstenciones           | Abstenciones                           | 71,040       | 23.01        | n/a          |         |         |
| Votantes registrados   | Votantes registrados                   | 308,717      |              |              |         |         |
|                        |                                        |              |              |              |         |         |
| Fuente:                |                                        |              |              |              |         |         |

### Elecciones parlamentarias de 2000
Elecciones parlamentarias en distrito electoral nacional único

### Elecciones parlamentarias de 1995
Elecciones parlamentarias en distrito electoral nacional único

### Elecciones parlamentarias de 1990
| Partidos y coaliciones | Partidos y coaliciones                                     | Voto popular | Voto popular | Voto popular | Escaños | Escaños |
| Partidos y coaliciones | Partidos y coaliciones                                     | Votos        | %            | ±pp          | Total   | +/−     |
| --- | ---------------------------------------------------------- | ------------ | ------------ | ------------ | ------- | ------- |
| | Frente Democrático1 (Movimiento Libertad–PPC–AP)           | 34,459       | 43.64        | n/a          | 2       | +1      |
| | Partido Aprista Peruano (APRA)                             | 23,985       | 30.38        | –23.98       | 1       | –1      |
| | Izquierda Unida (IU)                                       | 14,392       | 18.23        | +3.65        | 0       | ±0      |
| | Cambio 90 (C90)                                            | 3,339        | 4.23         | Nuevo        | 0       | ±0      |
| | Frente Popular Agrícola del Perú (Frepap)                  | 1,507        | 1.91         | Nuevo        | 0       | ±0      |
| | Izquierda Socialista (IS)                                  | 1,031        | 1.31         | Nuevo        | 0       | ±0      |
| | Frente Nacional de Trabajadores y Campesinos2 (Frenatraca) | 184          | 0.23         | +0.02        | 0       | ±0      |
| | Lista Independiente de Trabajadores Socialistas            | 66           | 0.08         | Nuevo        | 0       | ±0      |
| |                                                            |              |              |              |         |         |
| Total | Total                                                      | 78,963       |              |              | 3       | ±0      |
| |                                                            |              |              |              |         |         |
| Votos válidos | Votos válidos                                              | 78,963       | 73.85        | –23.59       |         |         |
| Votos en blanco | Votos en blanco                                            | 14,621       | 13.67        | +12.66       |         |         |
| Votos nulos | Votos nulos                                                | 13,345       | 12.48        | +10.93       |         |         |
| Votos emitidos | Votos emitidos                                             | 106,929      | n/d          | n/a          |         |         |
| Abstenciones | Abstenciones                                               | n/d          | n/d          | n/a          |         |         |
| Votantes registrados | Votantes registrados                                       | n/d          |              |              |         |         |
| |                                                            |              |              |              |         |         |
| Fuente: |                                                            |              |              |              |         |         |
| Notas al pie: 1 Comparado con los resultados del Partido Popular Cristiano (dentro de la coalición Convergencia Democrática ) y Acción Popular en las elecciones de 1985. 2 Comparado con los resultados de Izquierda Nacionalista (IN) en las elecciones de 1985. |                                                            |              |              |              |         |         |
| Notas al pie: |                                                            |              |              |              |         |         |
| 1 Comparado con los resultados del Partido Popular Cristiano (dentro de la coalición Convergencia Democrática) y Acción Popular en las elecciones de 1985. 2 Comparado con los resultados de Izquierda Nacionalista (IN) en las elecciones de 1985.                |                                                            |              |              |              |         |         |

### Elecciones parlamentarias de 1985
| Partidos y coaliciones | Partidos y coaliciones                       | Voto popular | Voto popular | Voto popular | Escaños | Escaños |
| Partidos y coaliciones | Partidos y coaliciones                       | Votos        | %            | ±pp          | Total   | +/−     |
| --- | -------------------------------------------- | ------------ | ------------ | ------------ | ------- | ------- |
| | Partido Aprista Peruano (APRA)               | 56,441       | 54.36        | +14.65       | 2       | +1      |
| | Acción Popular (AP)                          | 26,588       | 25.61        | –23.58       | 1       | –1      |
| | Izquierda Unida1 (UNIR–UDP–PRT–UI–FOCEP–APS) | 15,139       | 14.58        | +6.66        | 0       | ±0      |
| | Convergencia Democrática2 (PPC–MBH)          | 4,257        | 4.10         | +1.18        | 0       | ±0      |
| | Partido Socialista de los Trabajadores (PST) | 647          | 0.62         | Nuevo        | 0       | ±0      |
| | Frente Democrático de Unidad Nacional (FUN)  | 545          | 0.53         | Nuevo        | 0       | ±0      |
| | Izquierda Nacionalista3 (IN)                 | 216          | 0.21         | +0.07        | 0       | ±0      |
| |                                              |              |              |              |         |         |
| Total | Total                                        | 103,833      |              |              | 3       | ±0      |
| |                                              |              |              |              |         |         |
| Votos válidos | Votos válidos                                | 103,833      | 97.44        | +9.23        |         |         |
| Votos en blanco | Votos en blanco                              | 1,073        | 1.01         | –4.11        |         |         |
| Votos nulos | Votos nulos                                  | 1,649        | 1.55         | –5.12        |         |         |
| Votos emitidos | Votos emitidos                               | 106,555      | 69.97        | n/a          |         |         |
| Abstenciones | Abstenciones                                 | 45,741       | 30.03        | n/a          |         |         |
| Votantes registrados | Votantes registrados                         | 152,296      |              |              |         |         |
| |                                              |              |              |              |         |         |
| Fuente: |                                              |              |              |              |         |         |
| Notas al pie: 1 Comparado con los resultados de los partidos Unión de Izquierda Revolucionaria (PCP-PR–PCR–VR–FLN), Unidad Democrático Popular (UDP), Partido Revolucionario de los Trabajadores (PRT), Unidad de Izquierda (UI), el Frente Obrero Campesino Estudiantil y Popular (FOCEP) y Acción Política Socialista (APS) en las elecciones de 1980. 2 Comparado con los resultados del Partido Popular Cristiano (PPC) en las elecciones de 1980. 3 Comparado con los resultados del Frente Nacional de Trabajadores y Campesinos (Frenatraca) en las elecciones de 1980. |                                              |              |              |              |         |         |
| Notas al pie: |                                              |              |              |              |         |         |
| 1 Comparado con los resultados de los partidos Unión de Izquierda Revolucionaria (PCP-PR–PCR–VR–FLN), Unidad Democrático Popular (UDP), Partido Revolucionario de los Trabajadores (PRT), Unidad de Izquierda (UI), el Frente Obrero Campesino Estudiantil y Popular (FOCEP) y Acción Política Socialista (APS) en las elecciones de 1980. 2 Comparado con los resultados del Partido Popular Cristiano (PPC) en las elecciones de 1980. 3 Comparado con los resultados del Frente Nacional de Trabajadores y Campesinos (Frenatraca) en las elecciones de 1980.               |                                              |              |              |              |         |         |

### Elecciones parlamentarias de 1980
| Partidos y coaliciones | Partidos y coaliciones                                    | Voto popular | Voto popular | Voto popular | Escaños | Escaños |
| Partidos y coaliciones | Partidos y coaliciones                                    | Votos        | %            | ±pp          | Total   | +/−     |
| ---------------------- | --------------------------------------------------------- | ------------ | ------------ | ------------ | ------- | ------- |
|                        | Acción Popular (AP)                                       | 29,157       | 49.19        | n/a          | 2       | n/a     |
|                        | Partido Aprista Peruano (APRA)                            | 23,535       | 39.71        | n/a          | 1       | n/a     |
|                        | Unidad Democrático Popular (UDP)                          | 2,936        | 4.95         | n/a          | 0       | n/a     |
|                        | Partido Popular Cristiano (PPC)                           | 1,730        | 2.92         | n/a          | 0       | n/a     |
|                        | Partido Revolucionario de los Trabajadores (PRT)          | 800          | 1.35         | n/a          | 0       | n/a     |
|                        | Unión de Izquierda Revolucionaria (PCP-PR–PCR–VR–FLN)     | 717          | 1.21         | n/a          | 0       | n/a     |
|                        | Unidad de Izquierda (UI)                                  | 242          | 0.41         | n/a          | 0       | n/a     |
|                        | Frente Nacional de Trabajadores y Campesinos (Frenatraca) | 83           | 0.14         | n/a          | 0       | n/a     |
|                        | Movimiento Democrático Peruano (MDP)                      | 74           | 0.13         | n/a          | 0       | n/a     |
|                        |                                                           |              |              |              |         |         |
| Total                  | Total                                                     | 59,274       |              |              | 3       | n/a     |
|                        |                                                           |              |              |              |         |         |
| Votos válidos          | Votos válidos                                             | 59,274       | 88.21        | n/a          |         |         |
| Votos en blanco        | Votos en blanco                                           | 3,441        | 5.12         | n/a          |         |         |
| Votos nulos            | Votos nulos                                               | 4,487        | 6.67         | n/a          |         |         |
| Votos emitidos         | Votos emitidos                                            | 67,202       | n/d          | n/a          |         |         |
| Abstenciones           | Abstenciones                                              | n/d          | n/d          | n/a          |         |         |
| Votantes registrados   | Votantes registrados                                      | n/d          |              |              |         |         |
|                        |                                                           |              |              |              |         |         |
| Fuente:                |                                                           |              |              |              |         |         |